# Eric Taino
Eric Taino (Jersey City, 18 maart 1975) is een Filipijnse tennisser. Taino heeft vooral in het dubbelspel enkele goede resultaten geboekt. Hij was zes maal finalist in de dubbel en in 1999 won hij het toernooi van Singapore. Zijn hoogste single ranking was op 122e in 2003. Zijn hoogste dubbelranking behaalde hij in 2000:52e.
In 2006 won Taino samen met Cecil Mamiit de bronzen medaille in de dubbel op de Aziatische Spelen in Doha. Ze verloren er van Mahesh Bhupathi en Leander Paes.

## Resultaten grandslamtoernooien
| Legenda | Legenda                          |
| ------- | -------------------------------- |
| g.t.    | geen toernooi gehouden           |
| l.c.    | lagere categorie                 |
| –       | niet deelgenomen                 |
| G       | uitgeschakeld in de groepsfase   |
| 1R      | uitgeschakeld in de eerste ronde |
| 2R      | uitgeschakeld in de tweede ronde |
| 3R      | uitgeschakeld in de derde ronde  |
| 4R      | uitgeschakeld in de vierde ronde |
| KF      | uitgeschakeld in de kwartfinale  |
| HF      | uitgeschakeld in de halve finale |
| F       | de finale verloren               |
| W       | het toernooi gewonnen            |
| w-v     | winst/verlies-balans             |

### Enkelspel
| Toernooi        | 2001 | 2002 |
| --------------- | ---- | ---- |
| Australian Open | –    | –    |
| Roland Garros   | –    | –    |
| Wimbledon       | –    | –    |
| US Open         | 1R   | 1R   |

### Mannendubbelspel
| Toernooi        | 1997 | 1999 | 2000 | 2001 | 2002 |
| --------------- | ---- | ---- | ---- | ---- | ---- |
| Australian Open | –    | 2R   | 2R   | 1R   | 1R   |
| Roland Garros   | –    | 1R   | 1R   | 2R   | 1R   |
| Wimbledon       | –    | –    | 1R   | 1R   | –    |
| US Open         | 1R   | 1R   | 1R   | 1R   | 2R   |